# Txaro Fontalba
Txaro Fontalba (Pamplona, Navarra, 1965) es una escultora y pintora española que ha centrado su obra en la cuestión de género, tratando temas como las relaciones sentimentales, el amor, el placer, la ablación o el cuerpo sexuado femenino. En este sentido, ha recibido la influencia de figuras como Julia Kristeva, Preciado, Camille Paglia, Eva Illouz, Judith Butler y Donna Haraway. Desde el arte y el feminismo, Txaro trata de desmontar los roles sexuales y sociales recurriendo para ello a la idea de los órganos corporales como contenedores políticos.

## Biografía
Txaro Fontalba inició su actividad artística entre 1980 y 1983, años en los que realizó Cursos de Dibujo y Pintura en la Escuela de Artes y Oficios de Pamplona. Allí entró en contacto con artistas locales como Isabel Baquedano. Ya desde pequeña se sentía atraída por el dibujo pues su madre era modista de profesión y Txaro disfrutaba observando cómo su progenitora diseñaba y cortaba patrones. Posteriormente se licenció en Bellas Artes en la Universidad del País Vasco, en la especialidad de escultura, en 1988. Su formación continuó en Londres, en Byam Shaw School of Art, donde realizó un curso posgrado de escultura. Txaro Fontalba comenzó su trabajo fundamentalmente con una serie dedicada al urinario de Marcel Duchamp, realizada en los años 90. Asimismo, pertenece a la Asociación de Mujeres en las Artes Visuales, al Instituto de Arte Contemporáneo y a la Entidad de Gestión de Artes Plásticas.  A raíz de su labor artística, Txaro Fontalba ha recibido becas del Gobierno de Navarra y de la Diputación Foral de Guipúzcoa, así como numerosos premios y menciones especiales, destacando el Premio Gure Artea de Artes Plásticas (1996).

## Obra
La obra artística de Txaro Fontalba ha ido evolucionando con el paso del tiempo. En sus primeras esculturas encontramos la influencia de la tradición escultórica vasca, con Jorge de Oteiza como exponente, así como la preocupación por el espacio hasta desembocar en su estilo actual, que busca cuestionar y despertar reflexiones acerca de los roles de género. Desde sus primeras obras, establece una preferencia por representar elementos corporales (lengua, vulva, útero, etc.) que reconoce que tienen una identidad propia. Txaro Fontalba elabora sus piezas con materiales diversos como tela, escayola o goma espuma o en collage. Ha recibido la influencia de artistas como Francis Bacon, Claes Oldenburg, Joan Brossa, Cildo Meireles, Alighiero Boetti, Luciano Fabro y Juan Luis Moraza, siendo este último uno de sus profesores de Bellas Artes. 

## Exposiciones
- Sueñario. 2021. Museo de Navarra. Acción plástica que reivindica los sueños “como ámbito de conocimiento, como parte de la vida, la parte en sombra de la vida que nos permite descifrar y acercarnos al tiempo vivido”. En la investigación sobre los sueños, ha recibido la influencia de María Zambrano, Walter Benjamin, Kafka, Michaux y Bachelard. Sueñario comienza la noche de luna llena del 27 de mayo de 2021, momento en el que Txaro pernoctó en el Museo de Navarra. Así pues, se tumbó junto a una serie de obras, en silencio y pudo relacionarse con las mismas haciendo intervenir otros sentidos, más allá de la mirada. Asimismo, se centró en el valor social de los sueños, con nueve cuerpos durmientes en posición horizontal que se expusieron en la terraza del museo y la reproducción de audios relatando sueños variados, coincidiendo con la pandemia de la COVID-19. En definitiva, esta exposición trata el tema de los sueños para así coleccionarlos y compartirlos de manera que nos permita acercarnos al tiempo vivido.[5]
- Las maquinistas. 2020. Centro Huarte de Arte Contemporáneo. Constituye una investigación artística en torno al grabado y la impresión. La incorporación en el Centro Huarte de Arte Contemporáneo de un centro de taller de grabado busca pensar la máquina inserta dentro de un contexto en el que el dinero ha colonizado nuestras vidas, ocupando esferas como la falsificación, el ornamento, el valor, la apropiación, etc. como elemento de poder. En este caso, recurre al filósofo Gilles Deleuze con la noción de máquina.[6]
- Clitoria. 2019. Espacio Apaindu. Pamplona. En la serie Clitoria ha influido María Milagros Rivera, Carla Lonzi y Spivak que, dentro del feminismo, establece una teorización sobre la mutilación genital femenina que no sería el equivalente de la circuncisión masculina como ritual de paso, sino una metonimia del status social de las mujeres. Esta exposición surge a partir de una frase de Barbara Ehrenreich que llama la atención de Txaro: “Con toda la charla sobre cómo estimularla, pensarías que la economía es un clítoris gigante”. Así pues, Fontalba sitúa el foco de atención en la práctica de la mutilación genital femenina, inserta dentro de la historia política de los órganos. Para la realización de este proyecto, ha coleccionado y utilizado fotografías de monedas de diferentes países del mundo donde se practica la mutilación genital femenina, especialmente en países africanos y de Oriente Medio y Lejano. Las fotografías de las monedas de estos países se exponen en impresiones digitales sobre las cuales Txaro ha realizado garabatos con formas vaginales. La conclusión tiene que ver con la idea de que el cuerpo femenino es un espacio en el que confluyen tanto el placer como el dolor. En las obras de la exposición, se emplea un formato regular que hace referencia a lo normativo. Por último, junto a estas impresiones digitales, la exposición cuenta con una pieza de suelo en contrachapado que supone el traslado de la misma idea a otro formato.
- Deslenguadas y otras tartamudas.2018. Bilbao. En esta exposición, se presentan un conjunto de esculturas y dibujos haciendo alusión a la pérdida de la lengua pero también a la capacidad de hablar, decir lo inapropiado y no callar. Las obras de esta exposición han sido realizadas con materiales como cera, pigmentos, goma espuma o lana, con medidas variables. Para la elaboración de este proyecto, Txaro Fontalba ha leído al filósofo Gilles Deleuze, que le ha aportado información sobre la cuestión del balbuceo y el tartamudeo en lengua ajena. El tartamudeo aparece como una forma de resistencia a la autoridad pues no se trata únicamente de una minusvalía. El concepto “cháchara” conlleva una connotación negativa del habla femenina, considerado un saber inferior y por ello es necesario desfeminizarlo. En esencia, en esta serie se aborda la subjetividad femenina a través de la lengua, símbolo de la incapacidad de las mujeres para comunicarse, perpetuada por la historia y por las barreras físicas y mentales. Dentro de este proyecto, destaca La Lengua Cortada, hablando del individuo y recurriendo para ello a sus órganos, los cuales poseen una gran carga ideológica. La Lengua Cortada se trata pues de dos esculturas con forma de lengua que cuelgan de La Taller y que aluden a la idea de la palabra como símbolo de cambio y medio de transmisión de conceptos.[7]
- Yo, la peor de todas. 2017. Museo de Navarra y Fundación Museo Jorge Oteiza, inserta dentro de la serie Des-rostros (1995-2017) con obras como Hombre Blanco Con Bigote o La Bella y la Bestia. Proyecto liderado por Maite Garbayo y la Dirección General de Cultura o Institución Príncipe de Viana que cuestiona, desde la teoría crítica feminista, las formas de pensamiento imperantes. Para ello reúne obras de 24 artistas navarros. En esta serie Txaro Fontalba toma de referente el urinario de Duchamp, el cual transforma hasta convertirlo en un objeto banal del mundo masculino. Su objetivo principal es, de forma irónica, demostrar que tanto la feminidad como la masculinidad no son más que constructos sociales.[8]
- Las horas atragantadas. 2011. Centro Huarte de Arte Contemporáneo. Esta exposición gira en torno a la idea de la oralidad: comer, hablar y callar. Dentro de la misma, encontramos Los Lechos de Medea, personaje que busca venganza y que Txaro Fontalba aprovecha para tratar las dificultades existentes en las relaciones afectivas. Medea, cuando se entera de que su esposo Jasón se ha ido con Glauce, mata a su rival y a los hijos que había tenido con él. Por ello, en esmalte y cartón, con un diámetro de 180x90cm, Txaro graba en las paredes frases presentes en los pensamientos de mujeres heridas y otras relativas a la identidad sexual: “No puedo amar cualquier cosa”. A ello se halla vinculado su obra Cama Carnívora, impresión digital sobre tela, espuma, en un somier plegable, en el que el lecho devora a su presa haciendo referencia al deseo que embauca a los seres humanos.[9]
- El monstruo menguante. 2008. Madrid.
- Carne, amor y fantasmas. 2007. Bilbao. Exposición con referencias al cuerpo, al mundo de los objetos y a la carne mortal, en la cual habita el impulso.
- El monstruo menguante. 2007. Pamplona. En colaboración con Helena González Sáez.
- Anorexia. 1998. Pamplona. Exposición en la que, empleando una metáfora, se busca reflejar el complejo papel de la corporalidad en la subjetividad femenina. Hoy día, las mujeres sienten la necesidad en muchas ocasiones de restringir la comida que ingieren con el fin de disminuir su talla y cumplir con los cánones de belleza estipulados por la sociedad actual. Txaro expresa: “La comida, especialmente para millones de mujeres, es una zona de combate, una fuente de increíble tensión, el objeto de los más febriles deseos, el motivo de miedos tremendos y el recipiente de una mezcla de proyecciones en torno a las nociones de lo malo y lo bueno”. La anorexia aparece como un estado psicológico en el que la paciente se niega a ingerir alimentos buscando una perfección imposible. En esta serie, Txaro muestra una mesa con cintas métricas como si de un mantel se tratase sobre el cual situó platos vacíos y vueltos del revés.[10]
- Filtros de amor. 1997. Madrid.
- Bestiario de amor. 1995. Pamplona.
- Respiraderos. 1992. Londres.
- Pleura. 1989. Pamplona.

## Publicaciones
- Reflexión e inflexión. Presencia de las mujeres en el Museo de Navarra. Incluye reflexiones sobre el audiovisual Pensando en voz alta, con entrevistas a Isabel Baquedano, Nerea de Diego, Elena Goñi, Ángela Moreno, Marijose Recalde, Mabi Revuelta y Txaro Fontalba.
- La desigualdad de género como violencia simbólica. Reflexiones desde las artes, la educación y la cultura.
- Feminismos mirados al sesgo. Texto en el que aborda el género y el arte, así como la escasa visibilidad de las mujeres artistas, evidenciando lo frágil que son los avances en cuanto a la igualdad entre hombres y mujeres.
- Comer aire. En esta publicación aborda la anorexia, entendida como estado psicológico en el que la paciente se niega a comer en busca de una perfección imposible.